# Episteme distincta
Episteme distincta là một loài bướm đêm trong họ Noctuidae.